# Cementerio Central de Valledupar
El Cementerio Central de Valledupar es el cementerio más antiguo de la ciudad colombiana de Valledupar, capital del departamento de Cesar. Fue fundado en 1806 por orden del teniente gobernador Andrés Pinto Cotrín y se ubica en la actual calle 15 entre carreras 9 y 10, en el barrio El Centro de la ciudad.

## Personalidades sepultadas
Las principales personalidades que se encuentran sepultadas en este cementerio son:
- Consuelo Araújo Noguera (1940-2001) - Escritora y política, conocida con el seudónimo de "La Cacica", gestora del Festival de la Leyenda Vallenata.[2]
- Jorge Dangond Daza (1922-2008) - Político e industrial, alcalde de Valledupar, gobernador del Cesar y senador de la República.
- Leandro Díaz (1928-2013) - Compositor musical de ritmo vallenato.[3]
- Rafael Escalona (1926-2009) - Compositor musical de ritmo Vallenato, ganador de numerosos premios y reconocimientos, es considerado uno de los mejores compositores vallenatos, su biografía inspiró la realización de una serie y su nombre figura en Cien años de soledad,[4] ya hoy en día sus restos fueron trasladados al cementerio Jardines Del Ecce Homo de la misma ciudad de Valledupar.
- Jaime Molina (1926-1978) - Caricaturista, diseñó el logo del Festival de la Leyenda Vallenata y el Escudo de Valledupar, amigo de Rafael Escalona quien le dedicó el famoso vallenato Elegía a Jaime Molina.
- Lorenzo Morales (1914-2011) - Compositor, acordeonista y cantante de música vallenata.[5]
- Emiliano Zuleta (1912-2005) - Compositor, acordeonista y cantante de música vallenata.[6]